# Guardian Media Group
Guardian Media Group plc (часто упоминается как 'GMG') — компания в Великобритании, владеющая рядом сми-активов, включая The Guardian и The Observer. Принадлежит группе Scott Trust. Была основана как Manchester Guardian Ltd в 1907, когда Чарльз Скотт выкупил Manchester Guardian у своего двоюродного брата Эдварда Тэйлора. Группа стала называться Manchester Guardian and Evening News Ltd после приобретения Manchester Evening News в 1924, а позже стала Guardian and Manchester Evening News Ltd, что отражало изменение названия утренней газеты, выпускаемой группой. Своё настоящее имя GMG обрела в 1993 году.

## Структура
В состав GMG входит ряд подразделений и компаний:
- Guardian News & Media (газеты The Guardian, The Observer, сайт guardian.co.uk)
- GMG Regional Media (включает Manchester Online, Channel M)
- GMG Radio (ряд региональных радиостанций под логотипами Smooth, Real и Rock Radiаалкххорошо

- Trader Media Group (журнал The Auto Trader и его сайт)
- GMG Property Services (программное обеспечение для агентств недвижимости, базы данных и программное обеспечение CFP Software, бюро дизайна The Media Design House и потребительский портал ThinkProperty.com)

«Guardian Media Group» существует в рамках поддержки основных целей своего владельца — группы «Scott Trust».

## Развитие
- В марте 2007 GMG продала 49,9 % подразделения «Trader Media Group» компании «Apax Partners» в рамках сделки, в которой это подразделение было оценено в 1,35 миллиардов фунтов стерлингов.
- В декабре 2007 было объявлено, что GMG совместно с «Apax» провела удачную сделку по приобретению B2B подразделения компании Emap приблизительно за 1 миллиард фунтов стерлингов.[3]
- В феврале 2010, группа продала «Manchester Evening News» и 31 местную газету группе Trinity Mirror plc за 44.8 миллиона фунтов.[4]

## Совет директоров
Совет GMG представлен следующим составом:
- Амелия Фосетт (председатель)
- Кэролин МакКолл (генеральный директор)
- Эндрю Миллер (финансовый директор)
- Тим Брукс
- Марк Додсон
- Алан Расбриджер
- Брент Хоберман[5]
- Джон Бартл
- Ник Бэкхаус
- Нил Беркетт
- Джуди Гиббонс

## Исполнительный комитет
GMG Executive Committee